# Acontia areletta
Acontia areletta là một loài bướm đêm thuộc họ Noctuidae. Nó được tìm thấy ở México.
Chiều dài cánh trước là 12–14 mm for both males và đối với con cái. Con trưởng thành bay từ tháng 10 đến tháng 11 tùy theo địa điểm.